# Rafael Masó i Pagès

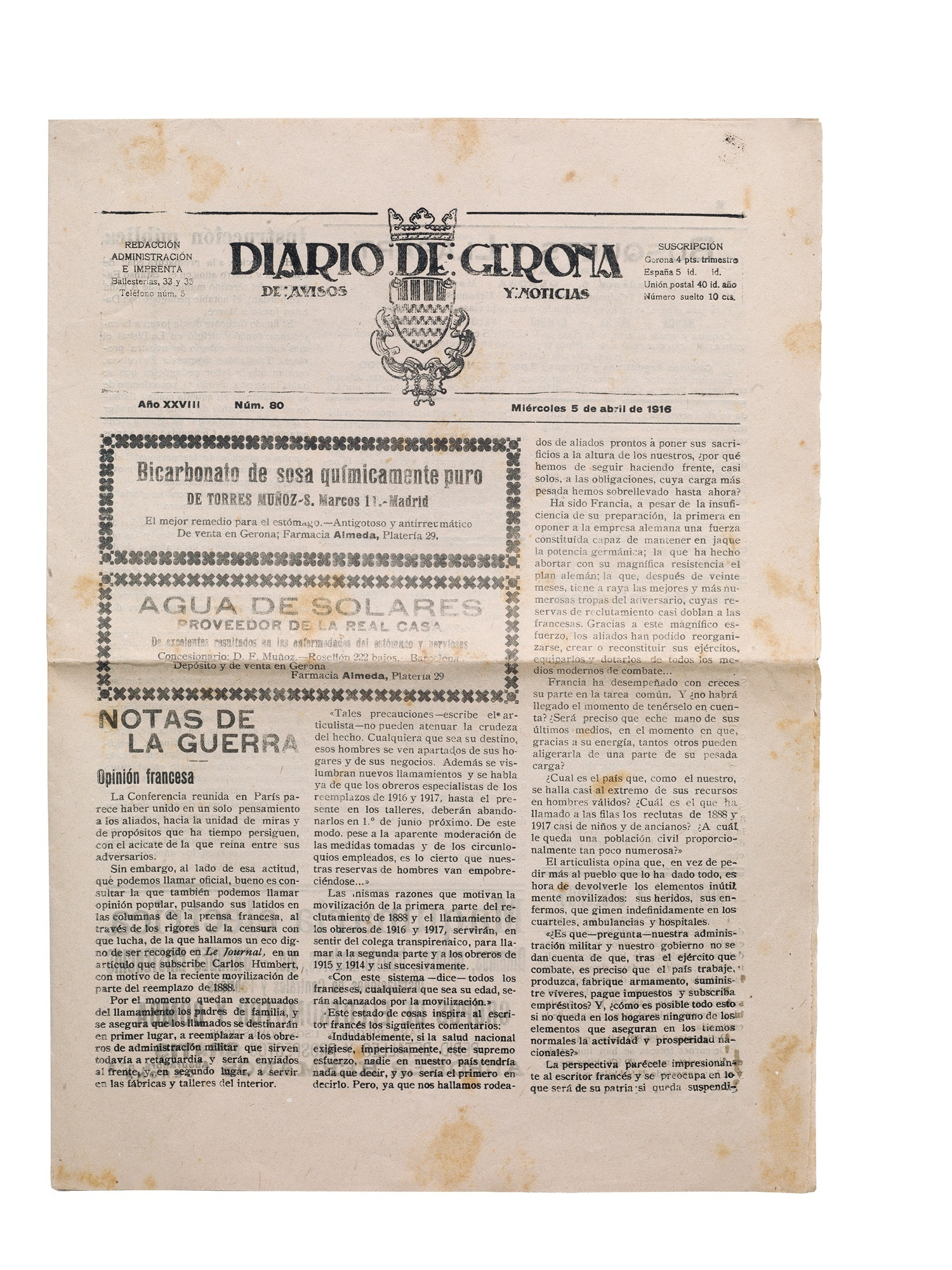
Diario de Gerona, fundat el 1889 per Rafael Masó i Pagès

Rafael Masó Pagès (Barcelona, 22 de juliol de 1851, Girona 17 d'octubre de 1915) fou un impressor, pintor, polític i procurador. Va exercir de procurador i polític i l'any 1889 va fundar el Diario de Gerona de Avisos y Noticias i la Impremta Masó al carrer de les Ballesteries de Girona. Fou el pare de l'arquitecte Rafael Masó Valentí.

## Biografia
Rafael Masó Pagès va néixer a Barcelona el 1851, fill primogènit de Gaudenci Masó i Ruiz de Espejo (Santiago de Cuba 22 de febrer de 1830-Girona 22 de gener de 1893) i Paula Pagès i Monserdà de Barcelona. Va cursar el batxillerat a Girona i va anar a Bolonya per estudiar Dret, sense èxit. A Itàlia s'interessà per la pintura, art que desenvoluparia tota la vida. Quan va tornar de Bolonya va exercir de procurador i d'administrador i el 1877 es va casar amb Paula Valentí. El matrimoni va anar a viure a la casa de les Ballesteries, propietat de la seva dona on van néixer els seus onze fills: Santiago (1878-1960), Rafael, l'arquitecte (1880-1935); Artur (1882-1882), Joan (1883-1973), Francesc de Paula (1885-1902), Àngela (1886-1960), Josep (1887-1887), Alfons (1889-1889), Narcís (1890-1953), Maria de la Bonanova (1892-1981) i Paula (1894-1957).

## Vida professional
El 1889 va fundar el Diario de Gerona de avisos y noticias, un intent de recuperar el diari El Constitucional del seu pare i que va dirigir fins a la mort. El diari, de caràcter conservador i catòlic, s'imprimí als baixos de la casa familiar fins al 1936. El primer número va sortir al carrer el 28 de setembre de 1889, dues setmanes després que aparegués l'últim número d'El Constitucional del seu pare. Rafael Masó va dirigir el diari fins a la seva mort el 1915. Fou rellevat en el càrrec pel seu fill Santiago Masó Valentí. A diferència del seu antecessor, Rafael Masó Pagès va adquirir maquinària d'impremta i la va instal·lar als baixos de la Casa Masó, tant per imprimir el diari com per fer serveis generals d'impressió de llibres i tota mena de documents en la que seria la Impremta Masó.
Tot i la feina del diari, Rafael Masó i Pagès no va abandonar mai la seva professió judicial, com a procurador dels tribunals. Fou degà del Col·legi de Procuradors, regidor de l'Ajuntament de Girona i diputat de la Corporació Provincial. Va morir a Girona el 17 d'octubre de 1915.